# Bảo Khánh Hoàng thái hậu
Chương Huệ Hoàng hậu (chữ Hán: 章惠皇后; 984 - 1036), nhưng Tống sử chỉ ghi Dương Thục phi (杨淑妃), là một phi tần của Tống Chân Tông Triệu Hằng và là dưỡng mẫu của Tống Nhân Tông Triệu Trinh.
Bà là phi tần đầu tiên và duy nhất của nhà Tống, dù không phải là Hoàng hậu của Hoàng đế tiền nhiệm, cũng không phải sinh mẫu của Hoàng đế kế nhiệm nhưng vẫn được tôn làm Hoàng thái hậu. Đến khi qua đời, Dương Thục phi nghiễm nhiên có thụy hiệu của Hoàng hậu, đồng táng với Tiên đế, lập miếu riêng như một Hoàng hậu. Trường hợp này rất hi hữu đặc biệt trong lễ giáo triều đình nhà Tống.

## Tiểu sử
Chương Huệ Hoàng hậu Dương thị, nguyên quán ở Ích Châu (nay là một phần tỉnh của Tứ Xuyên). Tổ phụ Dương Thao (杨儼), thân phụ Dương Tri Nghiễm (杨知俨) đều không làm quan, nhưng Tri Nghiễm có em trai là Dương Tri Tín (杨知信) làm trong đội Cấm vệ quân, sau phong làm Thiên Vũ phó chỉ huy sứ (天武副指挥使). Khi 12 tuổi, Dương thị nhập phủ làm tỳ thiếp cho Tống Chân Tông lúc đó đang là Hàn vương.
Năm Cảnh Đức nguyên niên (1004), Dương thị được sách phong làm Tài nhân. Thông minh mẫn tiệp, là người có tri thức, Dương thị biết Lưu Mỹ nhân đang được Tống Chân Tông sủng ái, bèn bắt đầu mối quan hệ tốt với Lưu Mỹ nhân. Năm Đại Trung Tường Phù thứ 3 (1010), Tống Chân Tông tấn phong Lưu Mỹ nhân làm Tu nghi, Dương thị thăng lên Tiệp dư, cùng phụ dưỡng Hoàng tử Triệu Trinh. Sau đó lại được thăng lên làm Uyển nghi, trật Tòng nhất phẩm, trên cả Chiêu nghi. Mỗi khi Chân Tông đông phong, tây tự, Dương Uyển nghi đều dự ở trong đoàn tháp tùng. Năm thứ 5 (1012), Lưu Tu nghi được lập Hoàng hậu, Dương thị thăng lên Thục phi (淑妃).

## Bảo Khánh Hoàng thái hậu
Năm Càn Hưng (1022), Tống Chân Tông băng hà, Thái tử kế vị, tức Tống Nhân Tông. Lưu Hoàng hậu được tôn làm Hoàng thái hậu, Dương Thục phi do có công nuôi dưỡng nên được tôn làm Hoàng thái phi.
Tống Nhân Tông đối với Lưu Thái hậu và Dương Thái phi muôn phần kính trọng, gọi Lưu Thái hậu là ["Đại nương nương"; 大娘娘], Dương Thái phi là ["Tiểu nương nương"; 小娘娘]. Khi Lưu Thái hậu qua đời (1033), bà viết di chiếu bảo Tống Nhân Tông tôn dưỡng mẫu là Dương Thái phi làm Hoàng thái hậu, đón vào trong đại nội, nhưng kèm theo đó là đề nghị 「Đồng nghị quân quốc sự; 同議軍國事」, như muốn để Dương thị tiếp tục can thiệp quốc sự. Quần thần thấy Lưu Thái hậu đã mất, nay lại kiến nghị người khác làm Thái hậu, vẫn yêu cầu cùng Hoàng đế nhiếp chính là không ổn thỏa, nên dâng tấu nói:「"Nay bệ hạ thân chính, nào có chuyện Nữ hậu 'thừa kế xưng Chế' như vậy?"」, do đó triều đình Nhân Tông chỉ tôn huy hiệu cho Hoàng thái phi làm Hoàng thái hậu, mà bỏ đi 5 chữ "Đồng nghị quân quốc sự" ra khỏi di cáo. Tống Nhân Tông theo đó tôn Dương Thái phi làm Hoàng thái hậu, lại theo tên cung khi ấy của bà là Bảo Khánh cung, do vậy tôn gọi Bảo Khánh Hoàng thái hậu (保慶皇太后).
Năm Cảnh Hưu thứ 3 (1036), ngày 4 tháng 11 (âm lịch), Dương Thái hậu không bệnh mà qua đời, thọ 52 tuổi, tạm quàn ở Hoàng Nghi điện (皇儀殿). Bà được truy tặng thụy hiệu là Trang Huệ (莊惠), sau phải đổi thành Chương Huệ (章惠), nhưng không phối hưởng Thái miếu, an táng cùng Tống Chân Tông ở Vĩnh Định lăng (永定陵).
Thời Tống Anh Tông, tả hữu đề nghị hủy bỏ thụy hiệu Hoàng hậu của Chương Huệ hậu và phế bỏ Hậu miếu. Nguyên khi Nhân Tông vô tự, Dương thị thường khuyên chọn người tông thất mà làm Tự quân, chọn ra được Anh Tông và đem nuôi trong cung. Anh Tông luôn không muốn nhưng quần thần cứ dâng tấu sớ mãi, đành cho hữu ti tham nghị, nhưng đều kiếm cớ kéo dài không quyết. Đến khi Anh Tông băng hà, việc này cũng không đem ra nghị luận nữa.